# Особняк Равич-Думитрашко
Особняк Равич-Думитрашко (укр. Особняк Равіч-Думітрашко) — памятник архитектуры местного значения в Печерском районе Киева. Охранный номер 126. Особняк расположен на углу улиц Институтской, 8 и Ольгинской. Образец застройки Липок конца XIX — начала XX веков.

## История
Усадьба, где был построен особняк, принадлежала семье Равич-Думитрашко. Затем, в начале XX века, усадьба стала собственностью Ария-Гершка Симховича Либермана. Первый этаж он сдавал Елене Николаевне Бенуа, вдове генерал-майора. В свое время здесь были охранная комендатура Киевского трибунала (1922—1923), штаб 45-й Волынской дивизии (1925—1935). После этого здесь жил Иван Семенович Сенин. Сейчас здесь размещается постоянные комиссии Верховной Рады Украины.
Особняк датируется концом 1890-х годов, поскольку у него есть фасад, выходящий на улицу Ольгинскую, которая была проложена в конце XIX века. Это — двухэтажный дом из кирпича с асимметричными фасадами. Северный (парадный) фасад выходит на Институтскую улицу, боковой — на Ольгинскую. С левой стороны северный фасад украшает ризалит, с правой — полукруглая ротонда. Дом строился как двухквартирный. Совместный портал для парадных дверей. Есть третий вход на западном фасаде.
Фасады — с элементами неоренессанса и необарокко. Сохранились отделки интерьеров — рустованные стены, кованые ограждения, лепнина (потолок, карнизы, розетки).